# Piliscsaba
Piliscsaba (deutsch: Tschawa) ist eine ungarische Kleinstadt im Kreis Pilisvörösvár im Komitat Pest.

## Geographie
Piliscsaba liegt in Mittelungarn, etwa 25 Kilometer nordwestlich der Hauptstadt Budapest in einem Tal zwischen Pilisgebirge und den Budaer Bergen. Die Kreisstadt Pilisvörösvár ist sieben Kilometer und Esztergom etwa 20 Kilometer entfernt. Der Ortskern von Piliscsaba liegt auf etwa 200 Metern Höhe, die umliegenden Hügel erreichen auf dem Gemeindegebiet bis zu 450 Meter.

## Geschichte
Das heutige Stadtgebiet ist seit der Bronzezeit besiedelt, was archäologische Funde der Urnenfelderkultur vom heutigen Kalvarienberg belegen. Zwischen dem 2. und dem 4. Jahrhundert befand sich wahrscheinlich ein römisches Wohnhaus auf dem Gebiet des heutigen Piliscsaba.
Im Jahr 1263 wurde der Ort erstmals als Csaba erwähnt. Auf mittelalterlichen Urkunden wurde der Name teils leicht abweichend geschrieben, den Zusatz Pilis- erhielt die Gemeinde aber erst Anfang des 18. Jahrhunderts. Ab 1274 gehörte der Ort zum Kloster des Dominikanerordens auf der heutigen Budapester Margareteninsel. Zu Beginn der osmanischen Besetzung Ungarns im 16. Jahrhundert wurde Csaba zerstört und erst in den 1690er-Jahren wieder besiedelt. Im 18. Jahrhundert siedelten sich zunächst slowakische, während der Herrschaft Maria Theresias auch donauschwäbische Siedler in Piliscsaba an. Zu Beginn des 19. Jahrhunderts stellten die Deutschen die größte Bevölkerungsgruppe im Ort.
1808 kam Csaba in den Besitz des damaligen Palatins von Ungarn, Joseph von Österreich. Nach dessen Tod erbte sein Sohn Joseph Karl Ludwig ein großes Anwesen, auf dem er das nach seiner Frau Clotilde benannte Villenviertel Klotildliget anlegte, das zunächst vor allem Beamte aus der Hauptstadt anzog. Beginnend mit dem Lazaristenorden siedelten sich ab 1898 außerdem fünf Mönchsorden in Piliscsaba an. Den Lazaristen schenkte Joseph Karl Ludwig in Gedenken an seinen verstorbenen Sohn Ladislaus sein Schloss, das fortan als Kloster fungierte.
Gegen Ende des Zweiten Weltkriegs zog die sowjetische Rote Armee am 25. Dezember 1944 in Piliscsaba ein. 1946 wurde ein Großteil der deutschsprachigen Bevölkerung nach Südwestdeutschland vertrieben, im folgenden Jahr wanderten auch viele slowakische Bewohner in die Tschechoslowakei aus. Im Gegenzug ließen sich Ungarn aus Siebenbürgen in Piliscsaba nieder.
Auf dem Gelände der ehemaligen Kaserne, die ab Ende des 19. Jahrhunderts von der ungarischen Armee und von 1957 bis 1990 von der sowjetischen Armee genutzt wurde, entstand nach der politischen Wende ein von Imre Makovecz entworfener neuer Campus der Katholischen Péter-Pázmány-Universität. 1994 zog die Fakultät für Geistes- und Sozialwissenschaften der Universität von Budapest nach Piliscsaba um.
Seit 2013 trägt Piliscsaba das Stadtrecht.

## Städtepartnerschaften
- Cherasco, Italien
- Möckmühl, Deutschland
- Okli Hed, Ukraine
- Valea Seacă, Sânzieni, Rumänien
- Veľký Lapáš, Slowakei

## Sehenswürdigkeiten
- Römisch-katholische Kirche Mariä Namen, erbaut 1728 im Barockstil
- Römisch-katholische Kapelle Szűz Mária, erbaut 1898, gegenüber der katholischen Kirche
- Reformierte Kirche im Stadtteil Klotildliget, erbaut 1939
- Stefaneum, Hauptgebäude der Fakultät für Geistes- und Sozialwissenschaften der Katholischen Péter-Pázmány-Universität, erbaut 1995 nach Plänen von Imre Makovecz
- Aussichtsturm Dévényi Antal-kilátó auf dem Gipfel des Nagy-Kopasz (447 m)

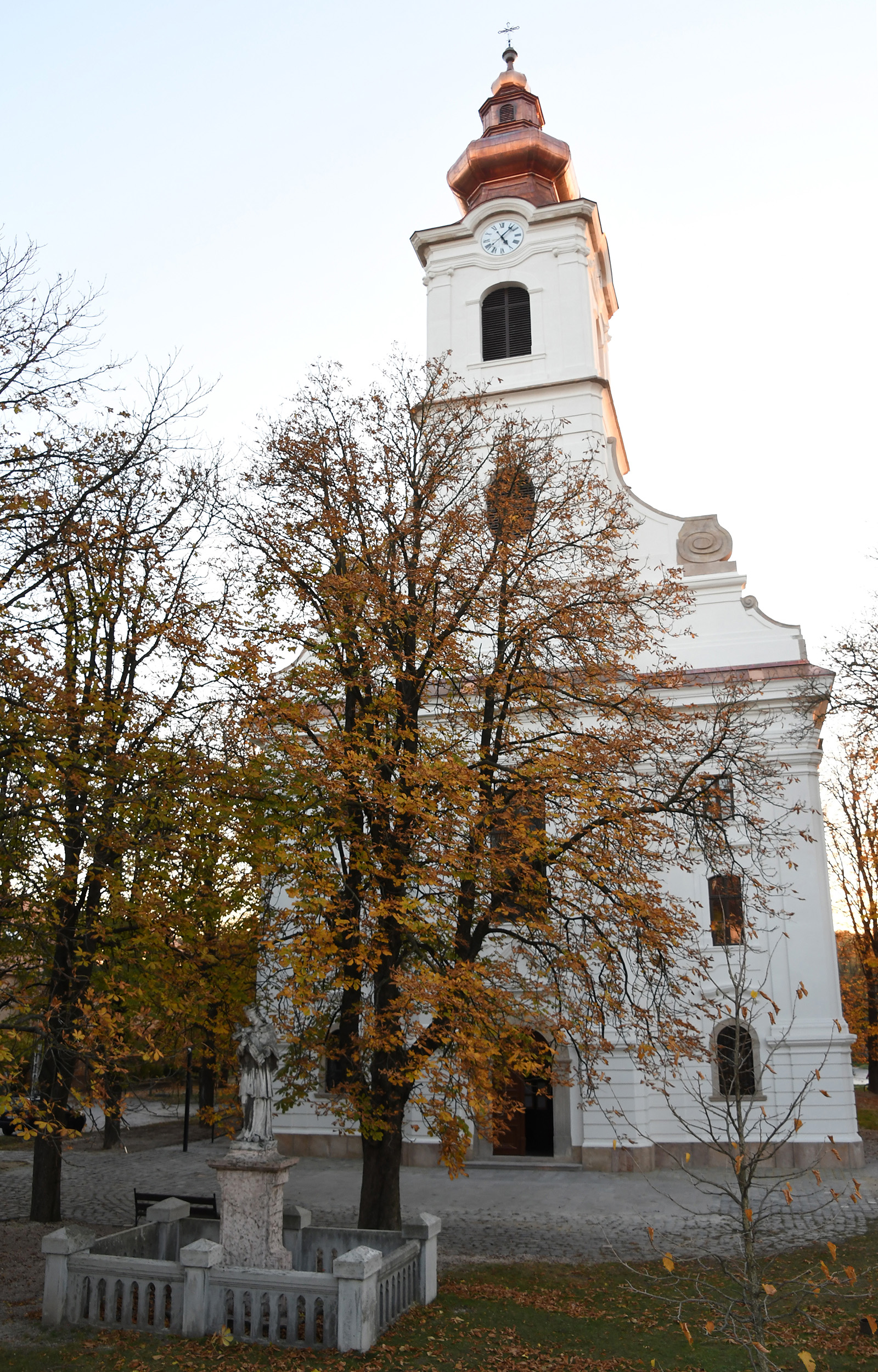
Römisch-katholische Kirche
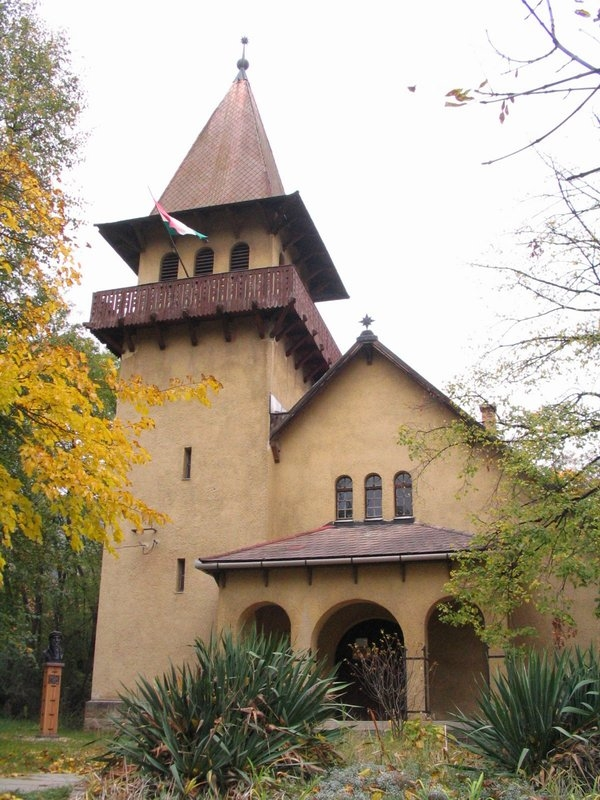
Reformierte Kirche, Klotildliget
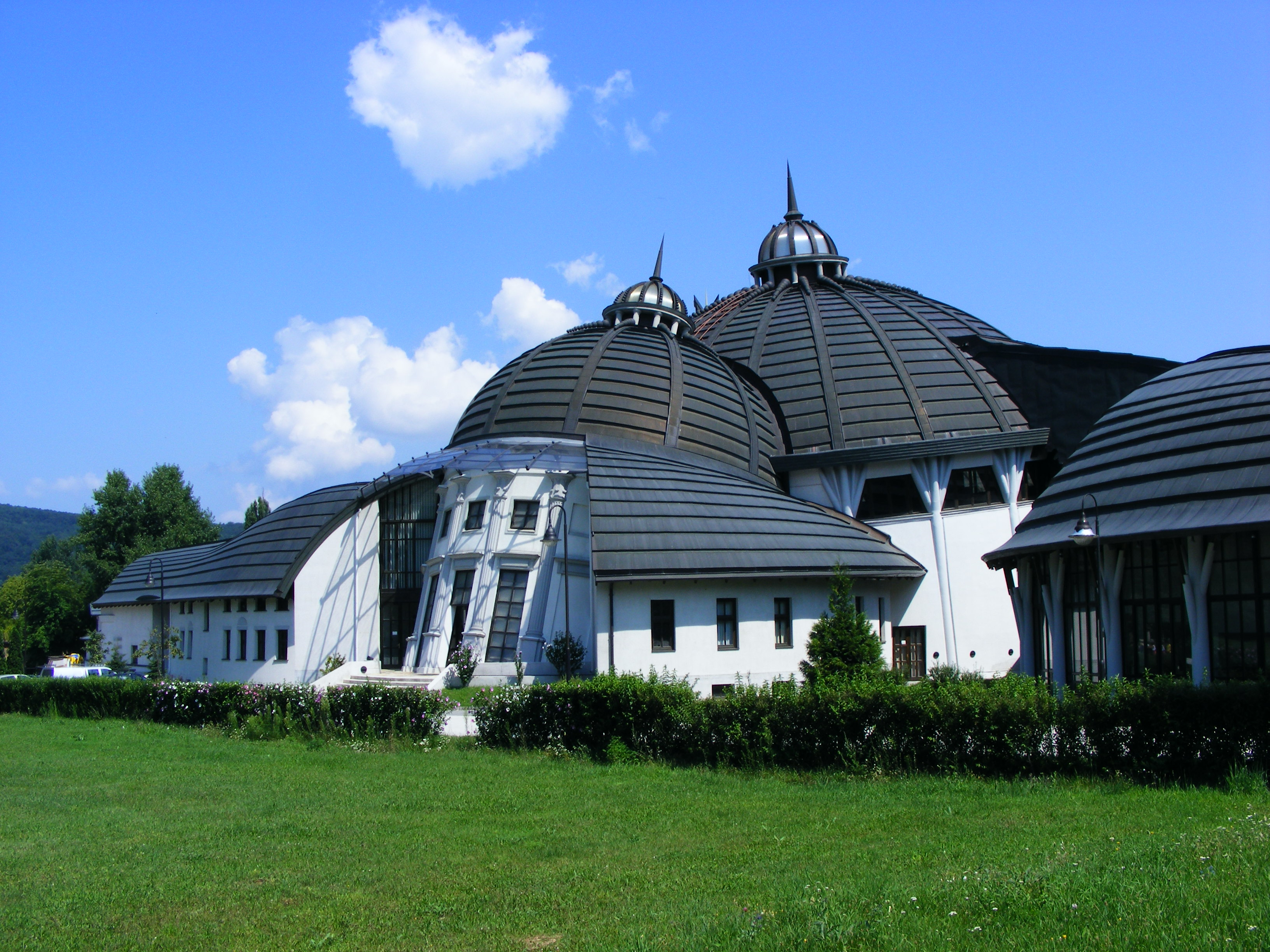
Stefaneum
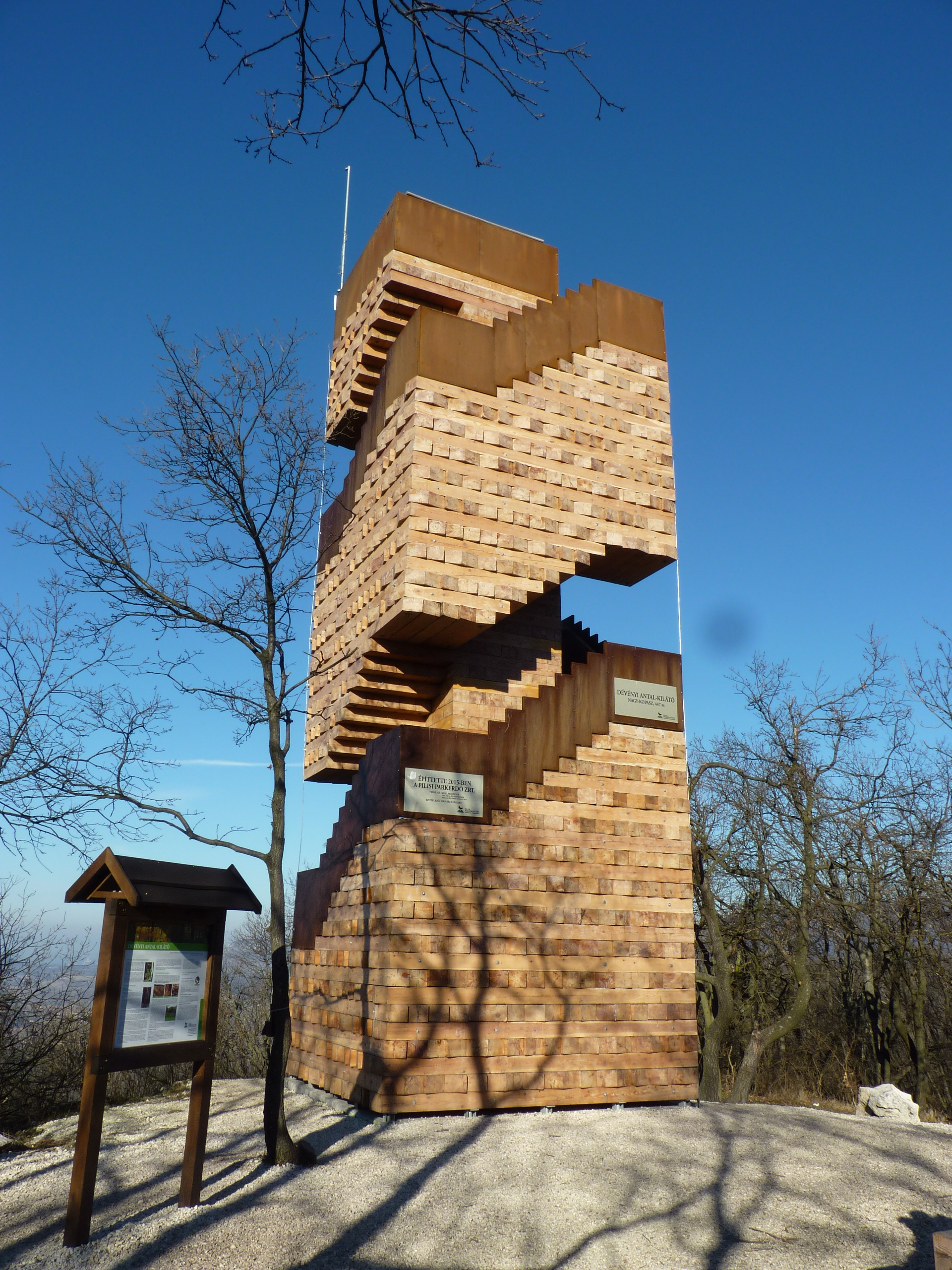
Dévényi Antal-kilátó

## Verkehr
Durch Piliscsaba verläuft die 10-es főút, die die Stadt mit Pilisvörösvár und Dorog verbindet. Die Stadt ist im Halbstundentakt (Stand: 2020) an die Bahnstrecke Budapest-Nyugati–Esztergom angebunden. Auf dem Stadtgebiet befinden sich neben dem Bahnhof Piliscsaba drei weitere Haltepunkte (Pázmáneum, Klotildliget und Magdolnavölgy). Neben den Direktzügen von Budapest-Nyugati nach Esztergom ist Piliscsaba mit Regionalzügen vom Budapester Bahnhof Angyalföld angebunden.
Piliscsaba wird vom Fernwanderweg Országos Kéktúra durchquert, der hier vom Pilisgebirge ins Budaer Bergland führt.

## Persönlichkeiten
- Joli Jászai (1907–2008), Schauspielerin, gestorben in Piliscsaba
- Vilmos Nagy (1884–1976), ungarischer Verteidigungsminister 1942–43, Gerechter unter den Völkern, gestorben in Piliscsaba